# Liste des médaillées aux championnats d'Europe de gymnastique artistique - Sol
| Édition | Lieu              | Or                                                | Argent                                                              | Bronze                                            |
| ------- | ----------------- | ------------------------------------------------- | ------------------------------------------------------------------- | ------------------------------------------------- |
| 1957    | Bucarest          | Larissa Latynina (URS)                            | Elena Teodorescu (ROU)                                              | Eva Bosakova (TCH)                                |
| 1959    | Cracovie          | Polina Astachova (URS)                            | Tamara Manina (URS)                                                 | Eva Bosakova (TCH)                                |
| 1961    | Leipzig           | Larissa Latynina (URS)                            | Polina Astachova (URS)                                              | Věra Čáslavská (TCH)                              |
| 1963    | Paris             | Mirjana Bilic (YUG)                               | Solveig Egman (SWE)                                                 | Tereza Kosic (YUG)                                |
| 1965    | Sofia             | Věra Čáslavská (TCH)                              | Larissa Latynina (URS) Birgit Radochla (GDR)                        | -                                                 |
| 1967    | Amsterdam         | Věra Čáslavská (TCH)                              | Natalya Kutzhinskaya (URS)                                          | Zinaida Druzhinina (URS)                          |
| 1969    | Landskrona        | Olga Karasyova (URS)                              | Karin Janz (GDR)                                                    | Jindra Kostalova (TCH) Ludmilla Tourischeva (URS) |
| 1971    | Minsk             | Lyudmila Turishzheva (URS)                        | Tamara Lasakovich (URS)                                             | Erika Zuchold (GDR)                               |
| 1973    | Londres           | Lyudmila Turishzheva (URS)                        | Kerstin Gerschau (GDR)                                              | Alina Goreac (ROU)                                |
| 1975    | Skien             | Nelli Kim (URS)                                   | Nadia Comăneci (ROU)                                                | Lyudmila Turishzheva (URS)                        |
| 1977    | Prague            | Maria Filatova (URS) Elena Mukhina (URS)          | -                                                                   | Nelli Kim (URS)                                   |
| 1979    | Copenhague        | Nadia Comăneci (ROU)                              | Elena Mukhina (URS) Natalya Zhapozhnikova (URS)                     | -                                                 |
| 1981    | Madrid            | Maxi Gnauck (GDR)                                 | Alla Mysnik (URS)                                                   | Cristina Grigoraș (ROU)                           |
| 1983    | Göteborg          | Olga Bitcherova (URS) Ecaterina Szabo (ROU)       | -                                                                   | Boriana Stojanova (BUL)                           |
| 1985    | Helsinki          | Elena Chuchunova (URS)                            | Oksana Omelyanchik (URS)                                            | Daniela Silivas (ROU)                             |
| 1987    | Moscou            | Daniela Silivas (ROU)                             | Camelia Voinea (ROU)                                                | Alevtina Pryakhina (URS)                          |
| 1989    | Bruxelles         | Svetlana Boginskaya (URS) Daniela Silivas (ROU)   | -                                                                   | Cristina Bontas (ROU) Henrietta Onodi (HUN)       |
| 1990    | Athènes           | Svetlana Boginskaya (URS)                         | Tatyana Grozhkova (URS)                                             | Milena Mavrodjeva (BUL) Henrietta Onodi (HUN)     |
| 1992    | Nantes            | Gina Gogean (ROU)                                 | Mélanie Legros (FRA)                                                | Tatiana Gutsu (UKR)                               |
| 1994    | Stockholm         | Liliya Podkopayeva (UKR)                          | Lavinia Milosovici (ROU)                                            | Gina Gogean (ROU) Dina Kochetkova (RUS)           |
| 1996    | Birmingham        | Liliya Podkopayeva (UKR) Lavinia Milosovici (ROU) | -                                                                   | Joana Juarez (ESP) Gina Gogean (ROU)              |
| 1998    | Saint-Pétersbourg | Corina Ungureanu (ROU) Svetlana Khorkina (RUS)    | -                                                                   | Simona Amanar (ROU)                               |
| 2000    | Paris             | Ludivine Furnon (FRA)                             | Andreea Răducan (ROU) Viktoria Karpenko (UKR) Elena Produnova (RUS) |                                                   |
| 2002    | Patras            | Alona Kvasha (UKR)                                | Natalia Ziganshina (RUS)                                            | Verona Van De Leur (NED)                          |
| 2004    | Amsterdam         | Catalina Ponor (ROU)                              | Elena Gomez (ESP)                                                   | Maria Teresa Gargano (ITA)                        |
| 2005    | Debrecen          | Isabelle Severino (FRA)                           | Suzanne Harmes (NED)                                                | Émilie Le Pennec (FRA)                            |
| 2006    | Volos             | Sandra Izbasa (ROU)                               | Vanessa Ferrari (ITA)                                               | Catalina Ponor (ROU)                              |
| 2007    | Amsterdam         | Vanessa Ferrari (ITA)                             | Elizabeth Tweddle (GBR)                                             | Alina Kozich (UKR)                                |
| 2008    | Clermont-Ferrand  | Sandra Raluca Izbasa (ROU)                        | Elizabeth Tweddle (GBR)                                             | Anamaria Tamirjan (ROU)                           |
| 2009    | Milan             | Elizabeth Tweddle (GBR)                           | Vanessa Ferrari (ITA)                                               | Ksenia Semenova (RUS)                             |
| 2010    | Birmingham        | Elizabeth Tweddle (GBR)                           | Anna Myzdrikova (RUS)                                               | Diana Maria Chelaru (ROU)                         |
| 2011    | Berlin            | Sandra Raluca Izbasa (ROU)                        | Diana Maria Chelaru (ROU)                                           | Yulia Belokobylskaya (RUS)                        |
| 2012    | Bruxelles         | Larisa Iordache (ROU)                             | Catalina Ponor (ROU)                                                | Hannah Whelan (GBR)                               |
| 2013    | Moscou            | Ksenia Afanasieva (RUS)                           | Larisa Iordache (ROU)                                               | Diana Bulimar (ROU)                               |
| 2014    | Sofia             | Vanessa Ferrari (ITA) Larisa Iordache (ROU)       |                                                                     | Giulia Steingruber (SUI)                          |
| 2015    | Montpellier       | Ksenia Afanasyeva (RUS)                           | Claudia Fragapane (GBR)                                             | Giulia Steingruber (SUI)                          |
| 2016    | Berne             | Giulia Steingruber (SUI)                          | Ellie Downie (GBR)                                                  | Catalina Ponor (ROU)                              |
| 2017    | Cluj-Napoca       | Angelina Melnikova (RUS)                          | Ellie Downie (GBR)                                                  | Eythora Thorsdottir (NED)                         |
| 2018    | Glasgow           | Mélanie de Jesus dos Santos (FRA)                 | Denisa Golgota (ROU)                                                | Axelle Klinckaert (BEL)                           |
| 2019    | Szczecin          | Mélanie de Jesus dos Santos (FRA)                 | Eythora Thorsdottir (NED)                                           | Angelina Melnikova (RUS)                          |
| 2020    | Mersin            | Larisa Iordache (ROU)                             | Göksu Üçtaş Şanlı (TUR)                                             | Lihie Raz (ISR)                                   |
| 2021    | Bâle              | Jessica Gadirova (GBR)                            | Angelina Melnikova (RUS)                                            | Vanessa Ferrari (ITA)                             |
| 2022    | Munich            | Jessica Gadirova (GBR)                            | Martina Maggio (ITA)                                                | Angela Andreoli (ITA)                             |
| 2023    | Antalya           | Jessica Gadirova (GBR)                            | Alice Kinsella (GBR)                                                | Sabrina Voinea (ROU)                              |
| 2024    | Rimini            | Manila Esposito (ITA)                             | Sabrina Voinea (ROU)                                                | Angela Andreoli (ITA)                             |
| 2025    | Leipzig           | Ana Bărbosu (ROU)                                 | Manila Esposito (ITA)                                               | Alba Petisco (ESP)                                |